# Mulmets viser
Mulmets viser (danski: "Pjesme tame") drugi je studijski album danskog folk metal sastava Svartsot. Album je 24. ožujka 2010. godine objavila diskografska kuća Napalm Records.

## Popis pjesama
Glazba: Cris J.S. Frederiksen.
| 1.    | »Æthelred«                        | James Atkin | 3:33 |
| 2.    | »Lokkevisen«                      | Frederiksen | 3:45 |
| 3.    | »Havfruens kvad«                  | Frederiksen | 4:06 |
| 4.    | »Højen på glødende pæle«          | Frederiksen | 3:59 |
| 5.    | »På odden af hans hedenske sværd« | Atkin       | 5:08 |
| 6.    | »Laster og tarv«                  | Atkin       | 3:38 |
| 7.    | »Den svarte sot«                  | Atkin       | 6:17 |
| 8.    | »Kromandens datter«               | Frederiksen | 3:55 |
| 9.    | »Grendel«                         | Atkin       | 2:52 |
| 10.   | »Jagten«                          | Frederiksen | 4:29 |
| 11.   | »Lindisfarne«                     | Atkin       | 3:52 |
| 12.   | »I salens varme glød«             | Frederiksen | 5:11 |
| 50:45 |                                   |             |      |

| 13. | »Visen om tærskeren«                   | Atkin | Frederiksen | 4:40 |
| 14. | »Den døde mand« (tradicionalna pjesma) |       |             | 5:56 |

## Zasluge
| Svartsot - Cris J.S. Frederiksen – gitara, mandolina, zborski vokali - Hans-Jørgen Martinus Hansen – flauta, zviždaljka, harmonika, zborski vokali - James Atkin – bas-gitara, zborski vokali - Danni Jelsgaard – bubnjevi - Thor Bager – vokali | Dodatni glazbenici - Lasse Lammert – zborski vokali, produkcija, snimanje, miksanje, mastering - Brenden Casey – zborski vokali Ostalo osoblje - Gyula Havancsák – naslovnica, ilustracije - Jonas Højgaard Andersen – fotografija - Mads Schou Jensen – fotografija |